# Silverstone International 1954

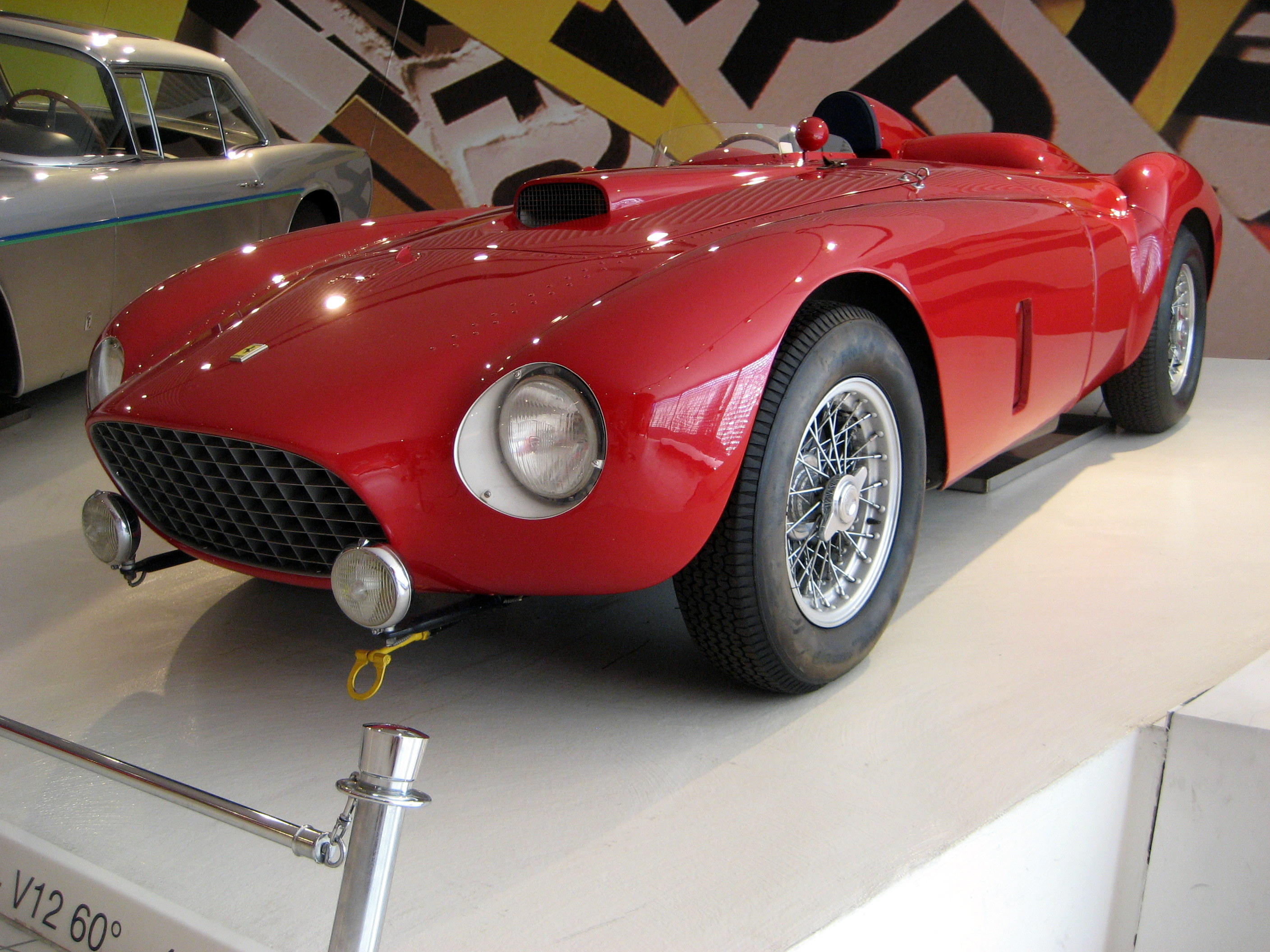
Ferrari 375 Plus, Siegerwagen von José Froilán González

Das Silverstone International 1954 war ein Sportwagenrennen, das am 15. Mai dieses Jahres am Silverstone Circuit ausgefahren wurde. Das Rennen zählte zu keiner Rennserie.

## Das Rennen
1954 konnte sich die Scuderia Ferrari zum dritten Mal in die Siegerliste des Silverstone International eintragen. Nach dem Sieg von Alberto Ascari im Ferrari 166MM 1950 und dem Erfolg von Mike Hawthorn im 340MM ging 1954 José Froilán González auf einem Ferrari 375 Plus als Erster durchs Ziel. Er gewann das Rennen mit einem Vorsprung von mehr als einer Minute vor den beiden Briten George Abecassis und Peter Walker.

## Ergebnisse

### Schlussklassement
| 1               | S + 3.0 | 11 | Scuderia Ferrari     | José Froilán González | Ferrari 375 Plus        | 35:36.000 |
| 2               | S + 3.0 | 1  | HW Motors            | George Abecassis      | HWM                     | 36:42.000 |
| 3               | S + 3.0 | 6  | Ecurie Ecosse        | Peter Walker          | Jaguar C-Type           | 36:48.000 |
| 4               | S + 3.0 | 5  | Ecurie Ecosse        | Jimmy Stewart         | Jaguar C-Type           | 36:50.000 |
| 5               | S + 3.0 | 10 | Lagonda              | Reg Parnell           | Lagonda DP115           | 37:00.000 |
| 6               | S + 3.0 | 9  | Duncan Hamilton      | Duncan Hamilton       | Jaguar C-Type           | 37:04.000 |
| 7               | S 3.0   | 23 | Aston Martin         | Roy Salvadori         | Aston Martin DB3S Coupé | 37:21.000 |
| 8               | S 3.0   | 22 | Aston Martin         | Peter Collins         | Aston Martin DB3S       | 37:23.000 |
| 9               | S + 3.0 | 3  |                      | Peter Whitehead       | Cooper T33              | 37:23.000 |
| 10              | S 2.0   | 36 | Bob Chase            | Alan Brown            | Cooper T20              | 37:41.000 |
| 11              | S + 3.0 | 4  | Ecurie Ecosse        | Ninian Sanderson      | Jaguar C-Type           | 38:00.000 |
| 12              | S 3.0   | 24 | Aston Martin         | Graham Whitehead      | Aston Martin DB3S Coupé | 36:22.000 |
| 13              | S 2.0   | 30 | Horace Gould         | Horace Gould          | Kieft                   | 36:39.000 |
| 14              | S 2.0   | 32 | Tony Crook           | Tony Crook            | Cooper T24              | 36:39.200 |
| 15              | S 1.5   | 42 | Team Lotus           | Colin Chapman         | Lotus Mk.VIII           | 36:46.000 |
| 16              | S + 3.0 | 12 | Joe Kelly            | Joe Kelly             | Jaguar C-Type           | 37:03.000 |
| 17              | S 2.0   | 31 | Bert Rogers          | Bert Rogers           | Cooper T33              | 37:18.000 |
| 18              | S 1.5   | 18 | John Coombs          | John Coombs           | Connaught ALSR          | 37:30.000 |
| 19              | S 2.0   | 37 | Peter Scott-Russell  | Peter Scott-Russell   | Frazer Nash             | 37:48.000 |
| 20              | S 1.5   | 44 | Team Lotus           | Peter Gammon          | Lotus Mk.VI             | 37:49.000 |
| 21              | S 1.5   | 46 | Connaught            | Kenneth McAlpine      | Connaught ALSR          | 37:50.000 |
| 22              | S 1.5   | 41 | Lionel Leonard       | Les Leston            | Leonard                 | 37:59.000 |
| 23              | S 1.5   | 43 | Team Lotus           | Mike Anthony          | Lotus MK.VI             | 38:12.000 |
| 24              | S 2.0   | 35 | Leslie Brooke        | Leslie Brooke         | Triumph TR2             | 35:58.000 |
| 25              | S 1.5   | 45 | Cornhill Racing Team | John Riseley-Prichard | Cooper Disco Volante    | 36:54.000 |
| Ausgefallen     |         |    |                      |                       |                         |           |
| 26              | S 2.0   | 34 | Peter Morgan         | Peter Morgan          | Morgan Plus 4           |           |
| 27              | S 1.5   | 40 | J. du Puy            | Peter Reece           | Osca                    |           |
| Nicht gestartet |         |    |                      |                       |                         |           |
| 28              | S 2.0   | 33 | Gilbey Engineering   | Cliff Davis           | Maserati A6GCS          | 1         |

1nicht gestartet

### Nur in der Meldeliste
Hier finden sich Teams, Fahrer und Fahrzeuge, die ursprünglich für das Rennen gemeldet waren, aber aus den unterschiedlichsten Gründen daran nicht teilnahmen.
| Pos. | Klasse  | Nr. | Team                    | Fahrer        | Chassis           |
| ---- | ------- | --- | ----------------------- | ------------- | ----------------- |
| 29   | S + 3.0 | 2   | H.W. Motors             | Tony Gaze     | HWM               |
| 30   | S + 3.0 | 7   | W. Lyons                | Stirling Moss | Jaguar            |
| 31   | S + 3.0 | 8   | W. Lyons                | Tony Rolt     | Jaguar            |
| 32   | S 3.0   | 20  | Austin Healey Motor Co. | Lance Macklin | Austin-Healey 100 |
| 33   | S 3.0   | 21  | Austin Healey Motor Co. | Ron Flockhart | Austin-Healey 100 |
| 34   | S 1.5   | 48  | Kieft Car Co.           | Ian Burgess   | Kieft             |

### Klassensieger
| Klasse  | Fahrer                | Fahrzeug                | Platzierung im Gesamtklassement |
| ------- | --------------------- | ----------------------- | ------------------------------- |
| S + 3.0 | José Froilán González | Ferrari 375 Plus        | Gesamtsieg                      |
| S 3.0   | Roy Salvadori         | Aston Martin DB3S Coupé | Rang 7                          |
| S 2.0   | Alan Brown            | Cooper T20              | Rang 10                         |
| S 1.5   | Colin Chapman         | Lotus MK.VIII           | Rang 15                         |

### Renndaten
- Gemeldet: 34
- Gestartet: 27
- Gewertet: 25
- Rennklassen: 4
- Zuschauer: unbekannt
- Wetter am Renntag: unbekannt
- Streckenlänge: 4,713 km
- Fahrzeit des Siegerteams: 35:36.000 Stunden
- Gesamtrunden des Siegerteams: 17
- Gesamtdistanz des Siegerteams: 80,124 km
- Siegerschnitt: 133.670 km/h
- Pole-Position: Jimmy Stewart – Jaguar C-Type (#5) – 1.54,000
- Schnellste Rennrunde: José Froilán González – Ferrari 375 Plus (#11) – 2:03.000 – 137.872 km/h
- Rennserie: zählte zu keiner Rennserie